# Wapen van Wellington
Het wapen van Wellington is het wapen van de Nieuw-Zeelandse hoofdstad Wellington. Het wapen is in 1878 door de gemeenteraad aangenomen als het officiële wapen van de stad. Het wapen werd echter pas in 1961 door het College of Arms in Londen als stadswapen erkend. Het wapen is samengesteld uit elementen van het wapen van Nieuw-Zeeland en van het wapen van de eerste hertog van Wellington, Arthur Wellesley.

## Symbolen
Het wapen heeft meerdere onderdelen waarin symbolen verwerkt zijn, dit zijn:
Schild
- Eerste kwartier: een gouden vlies (gouden schapenvacht) als symbool van de schapenhouderij in Nieuw-Zeeland;
- Tweede kwartier: een schip als symbool voor de eerste koloniserende schepen;[1]
- Derde kwartier: een graanschoof als symbool voor de agrarische sector;
- Vierde kwartier: hierin staan de vijf koeken uit het wapen van Arthur Wellesley;[1]
- Kruis: ook het kruis is afkomstig van het wapen van Wellesley,[1] al is het daar van zilver.

Muurkroon
- De muurkroon toont dat Wellington een stad is, door er boven een dolfijn te plaatsten wordt getoond dat het een havenstad is.[2]

Dekkleed
- Het dekkleed toont de kleur en het metaal die het meeste in het wapen voorkomen.

Schildhouders
- De Engelse leeuw als teken dat Nieuw-Zeeland bij Engeland hoort.
- De Nieuw-Zeelandse moa een uitgestorven inheemse loopvogel.

Motto
- Onder het schild is een lint geplaatst met daarop zwarte letters. Het motto luidt als volgt: SUPREMA A SITU, Latijn voor beste door locatie.

## Vergelijkbare wapens
De volgende wapens hebben overeenkomsten met het wapen van Wellington:

Het wapen van Nieuw-Zeeland
Het wapen van Arthur Wellesley, eerste hertog van Wellington.